# 陳小韻
陳小韻（Cara Chan，1976年9月22日—），籍貫上海，是香港商人陳耀旻的女兒，曾經因為在馬莎百貨偷竊女式內褲而留有案底。她在1999年加入模特兒行列。現进入商界，現時配偶為銀行界Kin，也有一名兒子。

## 演出作品

### 電影
- 2004年：《A1頭條》
- 2004年：《長春花》